# Fuad Muzurović
Fuad Muzurović (* 3. November 1945 in Bijelo Polje, Jugoslawien) ist ein bosnischer Fußballspieler und ‑trainer.
Muzurović war der erste Trainer der bosnisch-herzegowinischen Fußballnationalmannschaft, nachdem das Land unabhängig geworden war, und betreute das Team zwischen 1995 und 1997. Von 2006 bis 2007 war er ein zweites Mal Trainer der Nationalmannschaft.

## Karriere

### Spieler
- FK Jedinstvo Bijelo Polje
- FK Sarajevo

### Trainer
- FK Sarajevo
- KF Prishtina
- Adanaspor, Adana Demirspor (Türkei)
- al-Masry (Ägypten)
- Cerezo Osaka (Japan) (2004)
- Bosnien und Herzegowina